# الرقابة في فيتنام
الرقابة في فيتنام هو نظام منتشر على نطاق واسع وينفذها الحزب الشيوعي الفيتنامي فيما يتعلق بجميع أنواع وسائل الإعلام، والصحافة، والأدب والأعمال الفنية والموسيقى والتلفزيون والإنترنت. تفرض الحكومة الرقابة على المحتوى لأسباب سياسية في المقام الأول، مثل الحد من المعارضة السياسية، ورقابة الأحداث غير المؤاتية للحزب. في مؤشر حرية الصحافة لعام 2021، صنفت منظمة مراسلون بلا حدود فيتنام على أنها "خطيرة للغاية" في المرتبة 174 من أصل 180 دولة، وهي واحدة من أدنى المعدلات في العالم وأسوأ تصنيف على مقياسها المكون من خمس نقاط. وعلى نحو مماثل، يصنف تقرير منظمة فريدوم هاوس لعام 2021 عن الحرية على الإنترنت فيتنام على أنها "ليست حرة" فيما يتعلق بالإنترنت، مع وجود عقبات كبيرة أمام الوصول، وحدود على المحتوى وانتهاكات كبيرة لحقوق المستخدم.
يصنف الحزب الشيوعي الفيتنامي دستور فيتنام باعتباره القانون الأساسي والأعلى للبلاد. إن الدستور الفيتنامي ينص على عدد من الحقوق المدنية والسياسية، مثل المادة 25 التي تنص على أن: "يتمتع المواطن بالحق في حرية الرأي والتعبير، وحرية الصحافة، والحصول على المعلومات، والتجمع، وتكوين الجمعيات وعقد المظاهرات. يغطي القانون ممارسة هذه الحقوق" على الرغم من الاعتراف القانوني الواضح بهذه الحريات في دستورها، فإن ممارسة هذه الحريات مقيدة بحكم الأمر الواقع بالرقابة في العديد من المجالات ويتم تجاهلها في الغالب، مع سجن الأفراد بشكل متكرر لكونهم منتقدين للدولة.
تعتبر بعض المواضيع، وخاصة تلك المتعلقة بالمعارضين السياسيين، وشرعية الحكومة الفيتنامية، والطريقة التي يدير بها الحزب العلاقات الثنائية مع الدول الأخرى، والفساد من قبل كبار قادة الحزب، فضلاً عن مناقشة قضايا حقوق الإنسان، مواضيع محظورة وتخضع للرقابة بعدة طرق من قبل الحكومة الفيتنامية، بما في ذلك استخدام الترهيب الجسدي، والسجن دون محاكمة، وتدمير المواد والرقابة على المواقع الإلكترونية. كما استخدمت الحكومة الفيتنامية عملاء الإنترنت والمستخدمين القوميين لمكافحة أي معارضة متصورة لموقفها فضلاً عن الانخراط في المراجعة التاريخية.

## الخلفية التاريخية

#### الحماية الفرنسية (1858–1945)
كانت السلطات الفرنسية في الهند الصينية الفرنسية حساسة تجاه المشاعر المناهضة للاستعمار لدى الفيتناميين. كان المواطنون الفرنسيون فقط هم من يملكون الصحف، وكانوا أقل عرضة للرقابة من قبل السلطات الاستعمارية. وبينما اجتمعت القوى العالمية في فرساي للتفاوض على معاهدة فرساي التي أنهت الحرب العالمية الأولى، انضم الزعيم القومي هو تشي مينه إلى الجمهوريين الفيتناميين في تقديم قائمة من المطالب إلى السلطات الفرنسية، بما في ذلك على وجه الخصوص مطلب منح حرية الصحافة وحرية الرأي. ردًا على ذلك، ألمح الحاكم العام للهند الصينية الفرنسية في ذلك الوقت، ألبرت ساروت ، إلى إمكانية الإصلاح خلال خطاب ألقاه عام 1919 في هانوي. ومع ذلك، كانت مثل هذه الإصلاحات أكثر وضوحًا من كونها حقيقية، وتم تنفيذها بهدف استقطاب الجمهوريين الفيتناميين. ورغم وجود قدر من التحرير الحقيقي للصحافة، إلا أن الرقابة ظلت منتشرة على نطاق واسع، بما في ذلك شرط حصول جميع المطابع على ترخيص من السلطات الفرنسية. لم يتم التسامح مع انتقاد الحكم الفرنسي. أدت انتقادات الكاتب الفيتنامي نجوين آن نينه للحكم الاستعماري الفرنسي في صحيفته الناطقة بالفرنسية، لا كلوش فيليه ، إلى سجن نينه عدة مرات وإغلاق السلطات الفرنسية لصحيفته في النهاية.

#### ظهور المجال العام في سايغون في عشرينيات القرن العشرين
على الرغم من خضوعها لرقابة الدولة الاستعمارية الفرنسية، شهدت سايجون في أوائل عشرينيات القرن العشرين ازدهارًا في نشر الصحف، مما مكن وساهم في صعود ثقافة سياسية عامة حضرية فيتنامية معارضة للحكم الاستعماري. ويرى فيليب بيكام أن هذه الظاهرة تشبه تطور المجال العام في أوروبا في القرن الثامن عشر الذي طرحه يورجن هابرماس. في عشرينيات القرن العشرين، ظهرت الصحف الناطقة باللغتين الفرنسية والفيتنامية، واتخذت مواقف صريحة، وناقشت أقرانها بشغف، واختبرت تسامح الحكام الاستعماريين. كانت الصحافة الناطقة باللغة الفرنسية خالية إلى حد كبير من الرقابة في كوتشينشينا، لكن التوزيع اليومي لم يتجاوز عدة آلاف من النسخ الإجمالية. كانت الصحف الفيتنامية تخضع للرقابة وأحيانًا تُغلق، ومع ذلك كانت مؤثرة وكان توزيعها اليومي كبيرًا، تم طباعة 10000 - 15000 نسخة من الصحف اليومية في سايجون في عام 1923 و22000 نسخة في عام 1924، على الرغم من صعوبة تحديد حجم القراء على وجه التحديد.
مع صعود الصحافة في سايغون في عشرينيات القرن العشرين، نشأ وعي اجتماعي حضري جديد، كما تشكل مفهوم " المجتمع المتخيل " الذي صاغه بنديكت أندرسون . إن التعبير الفيتنامي "لانغ باو تشي"، والذي يعني حرفيًا "قرية الصحف"، يمكن أن يكون دليلاً قويًا على ظهور مثل هذا الوعي. تتكون من المحررين والمستثمرين والكتاب والطابعين والبائعين والشباب ، الذين كانوا إما من أو مرتبطين ارتباطًا وثيقًا بالبرجوازية الاقتصادية الفيتنامية التي تدربت في المقام الأول في المدارس الفرنسية الفيتنامية. كان تفاني البرجوازية الفيتنامية في المطالبات السياسية الجماعية في كثير من النواحي نتاجًا لشعورها الجديد بالفردية ، والذي تشكل في سياق مواقعها المزدهرة في سايجون الاستعمارية.  "أصبحت قرية الصحيفة تعبيرًا اجتماعيًا عن أنماط جديدة من التفاعل بين الأفراد كناقل لتحول التفاعل الاجتماعي الفيتنامي. بالإضافة إلى الدوريات، شهدت عشرينيات القرن العشرين أيضًا انفجارًا موازيًا للكتب والكتيبات ، والتي غالبًا ما نشرتها نفس المجموعات. أعطى تنسيق الدراسة للمؤلفين مساحة أكبر لتطوير حججهم، حتى عندما كانت تتكون من 16 أو 32 صفحة فقط.
لعبت الصحافة دورًا مهمًا في حشد الجمهور الفيتنامي ضد النظام الاستعماري، وخاصة في الأحداث التي وقعت في ربيع عام 1926 (مارس-يوليو 1926). في شهر مارس، تجمعت حشود من الناس في ميناء سايجون عندما عاد زعيم الحزب الدستوري المعتدل، بوي كوانج تشيو، من منفاه الطويل في فرنسا واستمعوا إلى خطبه في أعقاب أنباء اعتقال ثلاثة صحفيين ناشطين شباب، وهم نجوين آن نينه ، ويوجين ديجان دي لا باتي ، ولام هييب تشاو. وفي شهر إبريل/نيسان، أدى حزن الشعب الفيتنامي على وفاة الشخصية القومية فان تشو ترينه إلى اندلاع مظاهرات ضخمة في مختلف أنحاء البلاد، شارك فيها ما بين 50 ألفاً و70 ألف رجل وامرأة. شكلت هذه الأحداث حلقة حاسمة في المقاومة الشعبية السلمية الفيتنامية للحكم الاستعماري الفرنسي، وهي المقاومة التي بدأت قبل بضع سنوات وتم شنها بالكامل تقريبًا من خلال الصحف، والتي كانت حاسمة في حشد الجمهور الفيتنامي في شوارع سايجون. في عشرينيات القرن العشرين، كانت سايجون مركزًا للصراع المفتوح ضد الاستعمار في فيتنام. في أعقاب أحداث ربيع عام 1926، أعيد صياغة المجال العام في سايجون وشهد تطورًا موازيًا نحو تشكيل "صحف الرأي" ذات العلامة الأيديولوجية. على النقيض من صحف المعلومات، يمكن القول إن "صحف الرأي" كانت النوع المميز من الصحافة السياسية الفيتنامية التي جذبت قراء متنوعين بمنتدياتها الجماعية، ومساهمات المتخصصين، والتوجه السياسي الواسع، والاستراتيجية التجارية الواضحة. بعد أحداث ربيع عام 1926، وضعت "صحف الرأي" نفسها ضمن طيف متنوع أيديولوجيًا من المعارضة، وكان للنظريات الماركسية والاشتراكية تأثير متزايد على العديد من الصحفيين، كاستجابة لمقاومة السلطات الاستعمارية للحوار السياسي والهستيريا المعادية للشيوعية في الصحف الاستعمارية.
في الفترة من عام 1928 إلى عام 1929، شددت السلطات الاستعمارية الرقابة في سايغون إلى درجة أدت إلى اختفاء "الصحف التي تعبر عن الرأي". ولجأ العديد من المشاركين إلى الاختباء، أو وجدوا أنفسهم في السجن، أو أجبروا على الفرار إلى الخارج. ومع ذلك، استمرت المجلات الإخبارية، وأصبحت أكثر احترافية، مع زيادة التغطية الإخبارية الدولية، والإعلانات، والروايات المسلسلة، والصور الفوتوغرافية.

#### تطور الصحافة في هانوي في ثلاثينيات القرن العشرين
على الرغم من أن وسائل الإعلام المطبوعة النشطة في سايجون في عشرينيات القرن العشرين فشلت في إثارة نشاط مماثل في شمال ووسط فيتنام، تونكين وأنام، والعديد من الشباب الذين واجهوا قيودًا استعمارية أكثر صرامة في هانوي ونام دينه وهوي توجهوا جنوبًا إلى سايجون المثيرة، فقد شهدت ثلاثينيات القرن العشرين تطورًا مماثلًا للصحافة وظهور الفضاء العام في هانوي، والذي انتشر إلى أجزاء أخرى من فيتنام. كانت جماعة القوة الذاتية الأدبية، والتي يمكن القول إنها من أكثر المثقفين نفوذاً واحتفاءً في فترة ما بين الحربين العالميتين، تنشر الصحف والكتب التي دفعت حدود الرقابة الاستعمارية الفرنسية إلى أقصى حد، والتي خلقت مساحة عامة تعددية للمعارضة والإصلاح. أطلقت المجموعة أول صحيفة ساخرة في فيتنام، فونج هوا ("العادات") في هانوي عام 1932، ثم أطلقت لاحقًا خليفتها نجي ناي ("اليوم"). بالإضافة إلى إنتاجها الصحفي الغزير الذي غطى مجموعة متباينة من القضايا وانتقد العناصر المتخلفة في المجتمع الفيتنامي، ربما كانت المجموعة معروفة بشكل أفضل بأدبها الحديث، الذي تم نشره على شكل حلقات في فونج هوا ونغاي ناي وحمل منحى إصلاحيًا في كل من الشكل والمحتوى. وبشكل عام، سعت المجموعة، في كتاباتها الأدبية والصحفية، إلى إصلاح التقاليد العتيقة بأسس جديدة لمجتمع فيتنامي حديث.
وعلى الرغم من أن الصحيفتين التابعتين للمجموعة كانتا تهدفان إلى حماية الثقافة والأدب الوطنيين، وكانتا تنتقدان السياسات الاستعمارية بشكل معتدل، إلا أنهما كانتا تعانيان من عيوب تتمثل في كونهما إصلاحيتين في الأساس وتسويتين بطبيعتهما، ولم تتمكنا من تجنب الحالات والقضايا التي كان لزامًا عليهما فيها التوصل إلى تسوية مع الدولة الاستعمارية الفرنسية.

#### فترة الجبهة الشعبية الفرنسية (1936-1939)
خلال فترة الجبهة الشعبية الفرنسية (1936-1939)، كان هناك جو سياسي أكثر انفتاحًا، وإن كان قصير الأمد، في الهند الصينية ، والذي شهد العفو عن السجناء السياسيين البارزين وتخفيف الرقابة على الصحافة. في سايجون، عادت "صحف الرأي" إلى الظهور بقوة، وأصبحت هانوي مكانًا مهمًا للنشر مثل سايجون.

#### جمهورية فيتنام الديمقراطية (1945–1976)
وفي أعقاب هزيمة الفرنسيين في ديان بيان فو عام 1954، بدأت حركة نهان فان جياي فام بعد فترة وجيزة في الشمال، الذي كان تحت سيطرة الحزب الشيوعي. بدأ الصحفيون والفنانون والمثقفون في الدعوة إلى نهج أكثر ليبرالية تجاه الكتابات والأعمال الأخرى، مستوحين من الأحداث التي وقعت في البلدان الشيوعية الأخرى. اعتبر أنصار حركة نهان فان جياي فام، على وجه الخصوص، إدانة الزعيم السوفييتي نيكيتا خروشوف لجوزيف ستالين وحملة المائة زهرة التي قادها ماو تسي تونج في الصين المجاورة، بمثابة تطورات مشجعة تشير إلى موقف أقل استبدادًا وخنقًا تجاه حرية التعبير. لكن الحركة لم تستمر طويلاً، ففي أواخر عام 1956 بدأ الحزب الشيوعي في إعادة فرض سيطرته على الكتابات. أعلن الحزب الشيوعي في عام 1958 أن الصحافة يجب أن تكون "المحرض الجماعي والداعية والمنظم، وأداة الحزب لقيادة الجماهير، وسلاح حاد في الصراع الطبقي ضد العدو".

#### جمهورية فيتنام (1955–1975)
كانت صناعة الصحف مزدهرة في الجنوب. وفقًا لدراسة أجرتها مؤسسة أبحاث الرأي في عام 1967، فإن ما يقرب من 60 بالمائة من السكان الذين يسيطرون على سايجون يقرؤون الصحف أو يقرأها أحدهم لهم، وكان ما يقرب من ثلث هذا العدد يستشيرون الصحافة على أساس يومي.  حوالي ثلث الصحف السبع والعشرين الصادرة باللغة الفيتنامية في سايجون عام 1967، والتي بلغ متوسط طباعتها يوميًا نحو 700 ألف نسخة، تم بيعها في منطقة العاصمة سايجون. عندما يتم حجب المقالات بأكملها أو أجزاء من المقالات، ستكون هناك مساحات فارغة في الصحف، والتي، مع ذلك، لم تظهر إلا بشكل متقطع. كان قراء الصحف يميلون إلى أن يكونوا من سكان المناطق الحضرية، والمتعلمين، والذكور، والمقيمين في جنوب فيتنام وليس وسطها.
كما حظيت قضية الهوية الفيتنامية على خلفية الوجود الأمريكي المكثف بتغطية واسعة النطاق من قبل الصحف في الجنوب. من بين العديد من الصحف، كانت صحيفة "تشين لوين" (النقاش السياسي) واحدة من الصحف الأكثر احتراما وتأثيرا. تأسست في ربيع عام 1964، وكانت أطول صحيفة يومية في سايجون عندما سقطت العاصمة في أيدي القوات الشيوعية في أبريل 1975. في عام 1974، حققت أعلى معدل توزيع يومي في البلاد، حيث بلغت نحو 13% (20 ألف نسخة) من إجمالي توزيع الصحف اليومية الناطقة باللغة الفيتنامية. لم تكن صحيفة "تشين لوان" تعتبر صحيفة معارضة ولا صحيفة حكومية، وكانت الصحيفة تعتبر نفسها منتدى لجميع الأصوات. بالإضافة إلى المقالات التي كتبها الصحفيون، فقد نشرت في كثير من الأحيان رسائل من القراء، دون تحديد هويتهم دائمًا على هذا النحو.
لعبت اللغة الفيتنامية أيضًا دورًا مهمًا في تغطية خطاب الهوية الفيتنامية. في عام 1966، نشرت صحيفة تشين لوان ترجمة لرسالة من جيمس ر. كيب، وهو جندي في البحرية الأمريكية متمركز في فيتنام، والذي انتقد الفيتناميين بسبب عاداتهم السيئة استنادًا إلى ملاحظاته على الحياة اليومية في فيتنام ودحض ادعاء "حضارة فيتنام التي تمتد لأربعة آلاف عام". لقد أثارت رسالة كيب غضب العديد من القراء الفيتناميين وأثارت موجة من الاستجابات منهم، والتي قدمت أمثلة مضادة لدحض الصور النمطية السلبية لكيب، وسلطت الضوء على الأحداث التاريخية لتبرير ادعائهم بـ "أربعة آلاف عام من الحضارة"، ودافعت عن سمعة المرأة الفيتنامية. تمثل قضية كيب، بشكل مصغر، بعض الطرق التي ساهم بها التدخل الأمريكي في جمهورية فيتنام في تشكيل أفكار الفيتناميين الجنوبيين حول هويتهم الثقافية ومجتمعهم السياسي.
بشكل عام، من عام 1965 إلى عام 1969، تُظهر العديد من المقالات المنشورة في الصفحات الداخلية لمجلة Chính luận أن الفيتناميين استجابوا لتأثير الوجود الأمريكي على المجتمع الفيتنامي من خلال تصنيف الفيتناميين والأمريكيين كمجموعات منفصلة، والتعبير عن شعور عاطفي بعضوية المجموعة، ومحاولة تصحيح الفيتنامية خطابيًا من خلال تعريفات الهوية الجماعية. حاول القراء والكتاب المنتظمون، من خلال الصحيفة، تعريف الهوية الفيتنامية من خلال تسليط الضوء على التراث التاريخي والأدبي لفيتنام، وبناء صور مثالية للأنوثة الفيتنامية، واشتراط سمات معينة للاندماج المجتمعي، ورسم حدود لترسيم عضوية المجموعة. مع ذلك، كان هناك أيضا تعبير متزامن عن الامتنان للأميركيين الذين دافعوا عن حرية فيتنام. وهو يعكس التوتر بين الرغبة في الحكم الذاتي الفيتنامي وقبول المساعدة الأمريكية في جمهورية فيتنام.

#### جمهورية فيتنام الاشتراكية (1976–حتى الآن)
بعد الغزو الشيوعي للجنوب في عام 1975 وإعادة التوحيد اللاحق، بدأ الحزب الشيوعي سياسة "التطهير الثقافي" في ثانه لوك في الجنوب، والتي تتطلب مراجعة جميع وسائل الإعلام من قبل فرع الدعاية للحزب. أعلن الجنرال تران باخ دانج ، رئيس الدعاية، أن ثقافة فيتنام الجنوبية السابقة هي "ثقافة عبودية روج لها الإمبرياليون الأمريكيون من أجل تدمير الثورة"، وبالتالي، كان لا بد من تدمير كل البقايا الثقافية لفيتنام الجنوبية السابقة. تم تطهير مكتبات بأكملها من الكتب، في حين تم إرسال عدد من الكتاب والفنانين إلى معسكرات إعادة التأهيل. قبل معرض دي مي، كان يُسمح فقط بالفن على الطراز الاشتراكي الذي أقرته الدولة، وكان جميع الفنانين الذين يسعون إلى عرض أعمالهم بحاجة إلى الحصول على موافقة جمعية الفنون الجميلة في فيتنام التي تديرها الدولة. لمدة سنوات عديدة كانت هناك قناة تلفزيونية واحدة متاحة فقط - تلفزيون فيتنام المملوك للدولة، حتى زاد عددها إلى محطتين في عام 1990.

## الموضوع وجدول الأعمال

#### الرقابة على الصحافة

###### الصحافة المحلية
جميع وسائل الإعلام في فيتنام مملوكة للدولة ، إما كليًا أو جزئيًا. بموجب قانون الصحافة لعام 1990 (الذي تم تحديثه في عام 2016  )، وقد مُنح المراسلون الحق القانوني في جمع المعلومات، وتم تجريم منع المراسلين من القيام بعملهم. في الوقت نفسه، نص قانون الصحافة على أن وسائل الإعلام يجب أن تكون "منتدى للشعب" مع كونها الناطق الرسمي للحزب الشيوعي. يتطلب قانون وسائل الإعلام في فيتنام من الصحفيين "نشر مبادئ وسياسات الحزب وقوانين الدولة والإنجازات الثقافية والعلمية والتقنية الوطنية والعالمية [لفيتنام]". في وقت لاحق من عام 1992، صدرت قوانين مختلفة جعلت انتقاد الحزب الشيوعي جريمة. تشمل المواضيع التي تظل محظورة على الصحافة مواضيع حساسة مثل التغطية غير الممتعة للحزب الشيوعي، وانتقاد سياسة الحكومة، والعلاقات الصينية الفيتنامية والديمقراطية. تحظر المادة 88ج من قانون العقوبات الفيتنامي "صنع أو تخزين أو تداول المنتجات الثقافية التي تحتوي على محتويات ضد جمهورية فيتنام الاشتراكية".
لضمان عدم نشر أي شيء غير مقبول في الصحافة، يجتمع قسم الدعاية المركزي للحزب الشيوعي في هانوي كل يوم ثلاثاء. كما حضر الحفل مسؤولون من الحزب من وزارة الإعلام والاتصالات ، ووزارة الأمن العام ، ورؤساء تحرير الصحف والناشرين. يتم تقييم أداء كل صحيفة في الأسبوع السابق - يتم الإشادة بالصحف التي اتبعت إرشادات الحزب، في حين يتم توبيخ أو حتى معاقبة الصحف التي انحرفت عن إرشادات الحزب من خلال نشر أخبار غير مرغوب فيها حول مواضيع أكثر حساسية. :36في بعض الأحيان، يتم إعطاء المحررين تعليمات حول كيفية كتابة تقاريرهم. يظل الحزب الشيوعي يتوقع من الصحافة أن تكون "صوت المنظمات الحزبية، وأجهزة الدولة، والمنظمات الاجتماعية".
مع ذلك، وعلى الرغم من سيطرة الدولة الوثيقة، فقد تم تخفيف الرقابة على الصحافة نسبيًا منذ إصلاحات ديو مي في ثمانينيات القرن العشرين. كانت هناك صحيفة حكومية واحدة متاحة بشكل أساسي، وهي Nhân Dân. لقد شهدنا طفرة إعلامية، حيث يوجد اليوم أكثر من 800 صحيفة ومجلة متاحة في فيتنام تغطي مجموعة واسعة من المواضيع من الديكور الداخلي إلى لعبة الجولف. كان الحزب الشيوعي، الذي كان يرغب في التعامل مع الشكاوى الواسعة النطاق بشأن الفساد على المستوى المنخفض، قد أمر الصحافة بتغطية هذه الحالات من الفساد. قد وضع هذا الصحافة في موقف متناقض - فمن ناحية، كانت الصحافة مملوكة للدولة (جزئيًا على الأقل)، بينما من ناحية أخرى، كان من المتوقع أن تقوم الصحافة بالإبلاغ عن الفساد داخل الدولة نفسها. يصف كين الصحافة الفيتنامية بأنها تقع في منتصف الطيف بين "صحافة المراقبة" وصحافة الدولة الاستبدادية. يشير هايتون إلى أن الحزب الشيوعي منقسم بين أولئك الذين يؤيدون حرية الصحافة الأكبر والأعضاء الأكثر محافظية الذين يشككون في حرية الصحافة - وبالتالي، يجب أن تكون السياسة مقبولة لكلا المجموعتين.
على الرغم من أن الحزب الشيوعي يظل حساسًا تجاه أي تشكيك في شرعيته أو أي ادعاءات أكثر خطورة، فقد تسامح الحزب مع الصحافة التي تكشف عن الفساد والمخالفات البسيطة. قد أدى هذا إلى ظهور حوافز مالية للصحف للحفاظ على مستويات عالية من قرائها - وبالتالي، فإن الصحف التي ترغب في البقاء شعبية "تلاحق الفضائح بقوة، وتحقق في "الشرور الاجتماعية" وتدافع عن المظلومين". لقد تمكنت الصحافة الفيتنامية، طالما بقيت بعيدة عن المسائل السياسية الحساسة، من إيجاد مناطق تتمتع فيها بحرية الإبلاغ بشكل أكثر استقلالية - وخاصة فيما يتعلق بالمسائل الاجتماعية والاقتصادية والثقافية والقانونية.  لقد كان للتقارير الأكثر استقلالية من جانب الصحافة آثار مفيدة على الحزب الشيوعي، كما حدث عندما اتهم المراسلون الاستقصائيون زعيم المافيا في مدينة هو تشي مينه نام كام والمسؤولين الحكوميين الفاسدين المتعاونين معه، مما أدى إلى اعتقالهم.
في الوقت نفسه، تظل هناك حدود للتقارير الاستقصائية التي تقوم بها الصحافة، وخاصة عندما تصور التقارير الأعضاء الأكثر أهمية في التسلسل الهرمي للحزب الشيوعي في ضوء سلبي. في فضيحة PMU 18 في عام 2006، أفادت العديد من الصحف المملوكة للدولة أن رئيس وكالة التنمية الفيتنامية الأكثر تمويلاً، PMU 18، كان يراهن بمبالغ كبيرة من المال على مباريات كرة القدم الأوروبية. شهدت الأشهر القليلة التالية موجة من النشاط الصحفي، حيث تم الكشف بطريقة أو بأخرى عن العديد من كبار المسؤولين مثل وزير النقل ونائبه ورئيس مكتب رئيس الوزراء ولواء من وزارة الأمن العام من قبل الصحافة، مما أدى إلى عدة استقالات. مع ذلك، انتهت التحقيقات بعد أن أشارت صحيفة ثانه نين دون ذكر أسماء إلى أن العشرات من "الأشخاص المهمين" تلقوا رشاوى أيضًا.كان هذا الأمر غير مقبول بالنسبة للحزب الشيوعي لأنه يعني أن الفساد وصل إلى أعلى مستويات الحزب، مما أدى إلى توجيه اتهامات مختلفة إلى بعض الصحفيين ومخبري الشرطة الذين شاركوا في إعداد التقارير في المحكمة. في عام 2014، تعرض صحفي مستقل للضرب المبرح على يد قوات الأمن في مدينة هوشي منه.  في عام 2021، حُكم على خمسة صحفيين بالسجن بتهمة نشر محتوى مناهض للدولة. 

###### الصحافة الأجنبية
يقوم الحزب الشيوعي بمراقبة الصحافة الصادرة باللغة الأجنبية في فيتنام. وقد تم إجبار الصحف والمجلات الأجنبية على سحب الأعداد المنشورة، أو تم توبيخها من قبل مسؤولي الحزب، بسبب المنشورات غير المحترمة أو الحساسة. على سبيل المثال، اضطرت مجلة Vietnam Investment Review إلى سحب إصدارات مجلاتها عندما وضعت صورة لرئيس الوزراء آنذاك فو فان كييت أسفل صورة لراكب دراجة هوائية. كما أن بعض المطبوعات الأجنبية لديها رقباء مقيمين من وزارة الثقافة والرياضة والسياحة ووزارة الإعلام والاتصالات، والذين يتأكدون من عدم نشر أي شيء غير مقبول.
بموجب قانون الصحافة في فيتنام، يتعين على الصحفيين الأجانب الحصول على إذن من إدارة الصحافة بوزارة الخارجية قبل خمسة أيام من بدء أي أنشطة صحفية. ينطبق هذا على كل رحلة أو مكالمة هاتفية أو مقابلة يرغب الصحفي في إجرائها. مع ذلك، فإن العديد من الصحفيين الأجانب لا يلتزمون بهذا المطلب القانوني. يشير هايتون إلى أن القانون لا يتم تطبيقه بشكل نشط، طالما يتجنب الصحفيون التطرق إلى المسائل الحساسة.مع ذلك، فقد تم رفض منح تأشيرات الدخول إلى فيتنام للصحفيين الذين قاموا بتغطية مواضيع حساسة ضد رغبات الحزب الشيوعي، كما تم رفض بعض المراسلين في المطارات على الرغم من أنهم يمتلكون تأشيرات صالحة. 

#### الرقابة الأدبية
يصف باس الرقابة الفيتنامية بأنها "نجحت تقريبًا في القضاء على جيل كامل من الكتاب الفيتناميين، ودفعهم إلى الصمت أو المنفى". تخضع الأعمال الأدبية، بما في ذلك الأعمال الخيالية والشعرية، لرقابة صارمة، حيث تمر عبر عملية تتضمن العديد من الفحوصات والموافقات قبل السماح بنشر العمل الأدبي النهائي. لا يُسمح إلا لدور النشر الحكومية بإنتاج الكتب المطبوعة - وبالتالي، يجب على الكيان الخاص غير الحكومي الذي يرغب في إنتاج الكتب المطبوعة أن يجد دار نشر حكومية راغبة في التعاون معه لنشر "منشور مشترك" تحت رعاية دار النشر الحكومية. تميل دور النشر الحكومية إلى رفض الكتب التي تتناول موضوعات سياسية حساسة، مما يمنع نشر مثل هذه الأعمال في المقام الأول. حتى عندما توافق دار نشر حكومية على نشر كتاب، يقوم المحررون الداخليون داخل الناشرين بمراجعة النص وإزالة أي مواد حساسة. بعد ذلك، يتم إرسال الكتاب إلى رقباء الدولة، الذين يقومون بجولة أخرى من عمليات الفحص.
لتوفير المتاعب على رقباء الدولة، يسعى العديد من المحررين إلى فرض الرقابة قدر الإمكان قبل إرسال الكتاب النهائي إلى رقباء الدولة - وفي بعض الأحيان، قد يقررون السماح للكتاب بأكمله بعدم النشر. غالبًا ما يمارس الكتاب أنفسهم الرقابة الذاتية، حيث يتم وصف الرقابة الذاتية بأنها " عقدة جورديان لصناعة النشر الفيتنامية". حتى بعد النشر، لا تزال الرقابة ممكنة، خاصة عندما تصبح بعض الكتب مثيرة للجدل فقط بعد النشر. في مثل هذه الحالات، قد تقوم الدولة بمصادرة الكتب التي تم نشرها بالفعل ويتم بيعها في المكتبات وسحبها من التداول. في عام 2002، قامت السلطات في مدينة هوشي منه بحرق الكتب ، مما أدى إلى تدمير 7.6 طن من الكتب التي اعتبرتها السلطات "سامة ثقافيا".
نتيجة لممارسات الرقابة هذه، قرر العديد من المؤلفين الفيتناميين البارزين التزام الصمت وعدم النشر بعد الآن، أو الذهاب إلى المنفى ونشر أعمالهم في الخارج. توقف باو نينه، مؤلف كتاب حزن الحرب الحائز على جائزة، إلى حد كبير عن نشر أعمال جديدة منذ ذلك الحين، واعتبر أن نظام الرقابة أدى إلى غياب "جيل من الكتاب الشباب" في فيتنام اليوم. دونج تو هونج ، عضوة سابقة في الحزب الشيوعي، طُردت من الحزب في عام 1990 وألقي القبض عليها في عام 1991 بسبب بعض كتاباتها المثيرة للجدل.  غادرت فيتنام لتعيش في المنفى في باريس، على الرغم من أن معظم أعمالها لا تزال غير قانونية في فيتنام. قامت الكاتبة المنفية فام ثي هواي ، التي تعيش في المنفى في برلين ، بنشر أعمالها على الإنترنت، حيث أصبحت تحظى بشعبية كبيرة بين عشرات الآلاف من القراء الفيتناميين داخل وخارج فيتنام ردًا على شعبية موقعها الإلكتروني، حاول قراصنة الحكومة لسنوات إغلاق موقعها الإلكتروني من خلال الهجمات الإلكترونية.

#### الرقابة الفنية
تخضع الفنون البصرية التي لا تصور الحزب الشيوعي أو قادته بشكل إيجابي للرقابة، إلى جانب الأعمال التي تحتوي على عُري وجنس. تتطلب جميع المعارض الفنية أيضًا تصاريح عرض رسمية من وزارة الثقافة والرياضة والسياحة قبل السماح بإقامتها. مع ذلك، وعلى عكس الصحافة والأعمال الأدبية، يمكن القول إن الفنون البصرية تتمتع بمزيد من الاستقلالية ولا تخضع لنفس الدرجة من الرقابة. وقد قيل إن "الفنان ربما يكون صاحب الصوت الأكثر حرية في فيتنام".
إن ظاهرة تمتع الفنانين الفيتناميين بالحرية النسبية تنتج عن عدد من العوامل: الفساد المنتشر، والافتقار إلى التعليم وفهم الفن بين المسؤولين الحكوميين والشرطة يجعل الرقابة صعبة التنفيذ. في كثير من الأحيان يكون من الممكن للفنانين رشوة المسؤولين من وزارة الثقافة والرياضة والسياحة حتى يمكن عرض أعمالهم الفنية. بالإضافة إلى ذلك، فإن الشعب الفيتنامي لديه مواقف غير مبالية تجاه الفن حيث يركز اهتمام الطبقة الشرائية على السلع الفاخرة، في حين لا يعتبر الفن البصري واحدا منها. إن اللامبالاة بالفن المعاصر تصبح مفيدة من حيث الرقابة حيث يُعتبر الفن أقل تأثيرًا من وسائل الإعلام والصحافة والإنترنت. هناك عامل مهم آخر وهو الطبيعة التجريدية للفن المعاصر، مما يجعل من الصعب تحديد رسائل الفنانين. في الوقت نفسه، لدى العديد من الفنانين طرقهم الخاصة لمقاومة الرقابة - باستخدام مهارات "التخفي" في عملهم، أي إنشاء أعمال فنية يمكن تفسيرها بطرق متعددة، بحيث يمكن تقديم تفسير مقبول وصديق للدولة للرقابة، بينما يكمن في الخلفية في الوقت نفسه تفسير أكثر استفزازًا وتخريبًا.

#### الرقابة على الموسيقى
في فيتنام المعاصرة، يتم تحقيق الرقابة على الموسيقى عادة من خلال التقييد والضبط المسبق: رسميًا، يجب الموافقة على الموسيقى مسبقًا من قبل الرقابة الحكومية المرتبطة بوزارة الثقافة قبل أدائها علنًا أو بثها أو إصدارها كتسجيل. إن قمع الموسيقى والموسيقيين ليس أمراً روتينياً وعادة ما يكون الملاذ الأخير عندما يثبت نظام الرقابة القائم على التقييد المسبق عدم فعاليته. كتب المغني الفيتنامي فيت كانج أغنيتين ردًا على حملة القمع التي شنتها الحكومة الفيتنامية على المظاهرات المناهضة للصين الناجمة عن النزاع على جزر سبراتلي . حُكم عليه بالسجن لمدة أربع سنوات تليها عامين من الإقامة الجبرية في عام 2012 بتهمة "القيام بدعاية ضد الدولة" بموجب المادة 88 من قانون العقوبات. 
الرقابة على الموسيقى في فيتنام تأتي في المقام الأول من تصرفات وكالات الرقابة الحكومية وليس من القرارات القائمة على السوق داخل صناعة الموسيقى. على الرغم من أن إصلاحات الاقتصاد السوقي" ديوي موي" تم تقديمها في فيتنام في عام 1986، إلا أن الدولة احتفظت بسيطرة محكمة على جميع وسائل الإعلام الرسمية. لا تمتلك فيتنام صناعة موسيقية كبيرة مدفوعة بالسوق، وبالتالي فإن أهمية شركات الإعلام الخاصة فيما يتعلق بالرقابة محدودة.
مع ذلك، في فيتنام، فإن سيطرة الرقابة الحكومية على التعبير الموسيقي ليست كاملة أو مطلقة، ونادرا ما يتم حظر الموسيقى بطريقة مفتوحة وشفافة، وكثيرا ما يكون هناك ارتباك حول ما هو مسموح به أو غير مسموح به ولماذا. ويشجع هذا الارتباك أيضًا على ممارسة الرقابة الذاتية من قبل الموسيقيين. عادةً ما يتعين على الموسيقيين أن يتساءلوا ما قد يخضع للرقابة، وهذا يشجعهم على ارتكاب خطأ في جانب الحذر. في كثير من الأحيان، لا يكون لدى الرقباء في وزارة الثقافة ومديري شركات الإذاعة والتلفزيون المملوكة للدولة وشركات التسجيلات ودور النشر فكرة واضحة عما ينبغي لهم السماح به وما لا ينبغي لهم السماح به. وقد يؤدي هذا الغموض إلى اتخاذ قرارات تعسفية، والتي عادة ما لا يتم تفسيرها أو تبريرها بشكل كامل، وهذا يعزز مناخ الحذر وضبط النفس.

#### الرقابة على التلفاز
يحظى التلفاز بشعبية كبيرة في فيتنام حيث تقدر ملكية التلفاز بحوالي 98% من السكان. قبل عام 2000 لم تكن هناك سوى قناتين تلفزيونيتين مملوكتين للدولة متاحتين في فيتنام. منذ ذلك الحين، أصبحت هناك قنوات تلفزيونية متعددة متاحة، بما في ذلك القنوات الدولية مثل بي بي سي و سي إن ان، مع ذلك، يتم بث القنوات الدولية بتأخير 10 دقائق للسماح للرقابة بوقف أي بث له حساسية سياسية. تم حظر المحتوى التلفزيوني حول حرب فيتنام أو الحرب الباردة أو الأحداث في الصين باستخدام هذه الطريقة، مما منع بثها. تم تقييد البث التلفزيوني عبر الأقمار الصناعية رسميًا، على الرغم من أن بعض الأشخاص في فيتنام يواصلون استخدام معدات الأقمار الصناعية المنزلية الخاصة بهم لاستقبال التلفزيون عبر الأقمار الصناعية.

#### الرقابة على الانترنت
يمكن إرجاع وصول الإنترنت إلى فيتنام إلى عام 1997، بعد سنوات من الاختبار والمداولات التي أجرتها اللجنة المركزية للحزب حول كيفية التعامل مع "التأثيرات السيئة" للإنترنت. لا يمكن لجميع مزودي خدمة الإنترنت في فيتنام الاتصال إلا بنقاط تبادل الإنترنت التي تسيطر عليها الدولة، مما يسمح بسهولة التصفية. هناك ثلاثة مزودي خدمة إنترنت رئيسيين في فيتنام - VNPT و FPT و فيتيل، اثنان منهم مملوكان للحكومة. تتحكم هذه الشركات الثلاث المزودة لخدمات الإنترنت مجتمعة في أكثر من 90% من السوق. يتم حظر المواقع الحساسة سياسيا أو أخلاقيا أو دينيا من قبل الدولة. من أجل تشغيل موقع ويب محلي في فيتنام، يجب تسجيل نطاق فيتنامي، الأمر الذي يتطلب استضافة الموقع على أجهزة كمبيوتر فيتنامية داخل فيتنام - مما يسمح بسيطرة أكبر للدولة على ما يتم نشره على الموقع. يتعين على جميع الشركات والمنظمات التي تدير مواقع ويب تحتوي على مواد تتعلق "بالسياسة والاقتصاد والثقافة والمجتمع" أو الشبكات الاجتماعية بموجب القانون أن تسجل لدى الحكومة. كما يُطلب من هذه الشركات والمنظمات أيضًا الاحتفاظ بخادم داخل فيتنام لتسهيل طلبات الحكومة للحصول على المعلومات.
اتخذ الحزب الشيوعي تدابير أكثر تقييدًا نتيجة للتحديات المتزايدة التي فرضتها المدونات ووسائل التواصل الاجتماعي على الحزب. في عام 2008، قدمت وزارة الإعلام والاتصالات قواعد جديدة تحظر المحتوى على الإنترنت الذي "يعارض الدولة ... ويقوض الأمن القومي والنظام الاجتماعي والسلامة، ويسبب الصراعات أو يكشف عن الأمن القومي أو الأسرار العسكرية أو الاقتصادية" تعريف واسع جدًا يسمح بحظر العديد من أنواع المحتوى على الإنترنت.
لقد زادت أهمية المدونات، على وجه الخصوص، سياسياً منذ عام 2006، حتى أن عالم المدونات الفيتنامي اليوم أصبح "مجالاً عاماً نشطاً على الإنترنت" :376ويرى العديد من الفيتناميين أن المدونات الإلكترونية هي مصدر لوجهات نظر بديلة من وسائل الإعلام الحكومية الرسمية. قد كتب المدونون الناشطون عن مواضيع مثيرة للجدل في فيتنام مثل حقوق الإنسان والحرية والديمقراطية، بل إن بعضهم شكك في شرعية حق الحزب الشيوعي في الحكم وانتقد شخصيات سياسية مهمة. بعض هذه المدونات تحظى بشعبية كبيرة، حيث يتجاوز عدد قراءها عدد قراء المواقع الإلكترونية التي تديرها الدولة. لفرض الرقابة على مثل هذه المواد، يستخدم الحزب الشيوعي أساليب مثل إرسال البرمجيات الخبيثة إلى المدونين، وإساءة معاملة المدونين لفظيًا أو جسديًا، وسجن المدونين.
على الرغم من أن الحزب الشيوعي يقوم بقمع المدونات التي يعتبرها مشكلة، فإنه يستغل أيضًا انتشار المدونات لتحقيق أغراضه الخاصة. لقد أدى التناحر بين المجموعات المتنافسة في الحزب الشيوعي إلى استخدام المدونات "كأدوات لكشف الفضائح السياسية والصراعات الداخلية بين النخب السياسية".على هذا فإن المدونات السياسية لا تخضع دائمًا للرقابة الشاملة، ولكن في بعض الأحيان يتم استخدامها من قبل الفصائل الحزبية المتنافسة للترويج لأفراد معينين أو تشويه سمعتهم. الحزب الشيوعي نفسه يستخدم مدونين مؤيدين للحزب للإشادة بالحزب وسياساته. توظف إدارة الدعاية والتعليم التابعة للدولة 900 موظف، وتدير حوالي 400 حساب على الإنترنت و20 مدونة بهدف "مراقبة وتوجيه المناقشات عبر الإنترنت حول كل شيء من السياسة الخارجية إلى حقوق الأراضي".
على عكس الصين ، حيث نجحت سياسات الرقابة في حجب العديد من المواقع الأجنبية بنجاح وإنشاء بدائل صينية للمواقع الرئيسية مثل جوجل وفيسبوك، كانت فيتنام أقل نجاحًا بكثير في الرقابة على الإنترنت في هذا الصدد، حيث تم استقبال البدائل الفيتنامية بشكل سيئ. يرى باس أن "التكنولوجيا الغربية وصلت فجأة وتم قبولها بحماس شديد لدرجة أنه لم يكن من الممكن منعها". يوجد في فيتنام حوالي 55 مليون مستخدم منتظم لفيسبوك، في حين أن يوتيوب ومحرك بحث جوجل يتمتعان بشعبية كبيرة. اعتبر رئيس الوزراء السابق نجوين تان دونج أنه من غير العملي حظر فيسبوك، مشيرًا إلى أن العديد من المسؤولين الحكوميين استخدموه بأنفسهم.
من بين العواقب المترتبة على ذلك أنه على عكس الصين، لا تستطيع فيتنام حجب المحتوى عبر الإنترنت إلا بعد نشره ــ وبالتالي، يتعرض العديد من المدونين للضرب بعد نشر مواد مناهضة للحكومة كشكل من أشكال الترهيب الجسدي، ويمكن سجن الأشخاص بسبب منشوراتهم على الإنترنت. يقدر عدد الناشطين والمدونين المسجونين بسبب انتقادهم للحكومة على الإنترنت بنحو 200 شخص. في عام 2016، اعتقلت الحكومة نجوين نجوك نهو كوينه، وهو مدون انتقد رد فعل الحكومة على إلقاء المواد الكيميائية في مصنع فورموزا للصلب. هذه واحدة من عدة حالات تستخدم فيها الحكومة الفيتنامية قوانين الأمن القومي الغامضة لمعاقبة المدونين. في أغسطس/آب 2018، ألقي القبض على أحد أعضاء حزب فيت تان وحُكم عليه بالسجن لمدة 20 عامًا بسبب منشورات على فيسبوك اعتبرتها الحكومة محاولة للإطاحة بالدولة. في يوليو/تموز 2020، حكمت المحكمة على مستخدم فيسبوك البالغ من العمر 29 عامًا، نجوين كووك دوك فونج، بالسجن لمدة ثماني سنوات لنشره منشورات مناهضة للحكومة، بما في ذلك العديد من الانتقادات للزعيم الشيوعي هو تشي مينه.
بالإضافة إلى ذلك، من المعروف أيضًا أن الحكومة تقوم باختراق الحسابات الإلكترونية للمدونين الفيتناميين وغيرهم من نشطاء الإنترنت، والإبلاغ عن صفحات الفيسبوك للمستخدمين المناهضين للحكومة باعتبارها رسائل غير مرغوب فيها حتى يتم إغلاق الصفحات، أو ابتزاز نشطاء الإنترنت بمعلومات شخصية مسروقة. لمراقبة المقالات المنشورة عبر الإنترنت على المواقع المحلية بشكل أفضل، أطلقت جمعية الصحفيين الفيتنامية المرتبطة بالحكومة برنامجًا مخصصًا في عام 2017.  كما بدأت وزارة الإعلام والاتصالات مشروعًا برمجيًا لإدارة المعلومات "المضللة" على الإنترنت.
يُطلب من مواقع الويب ومشغلي الشبكات الاجتماعية المتمركزة في فيتنام السماح للحكومة بالتحقق من الخوادم المحلية عند الطلب، فضلاً عن امتلاك طريقة لإزالة المحتوى في غضون ثلاث ساعات من إخطار الحكومة. لا ينطبق هذا على مواقع الويب ومشغلي شبكات التواصل الاجتماعي خارج البلاد - ومع ذلك، بموجب قانون الأمن السيبراني لعام 2018 الذي وافقت عليه الجمعية الوطنية ، يبدو أن هذه الثغرة في الرقابة ستُغلق اعتبارًا من عام 2019.  وسوف تكون شركات التكنولوجيا العالمية مثل فيسبوك وجوجل ملزمة بموجب القانون بتخزين البيانات الشخصية للمستخدمين الفيتناميين في فيتنام نفسها، مما قد يسمح للدولة الفيتنامية بإجبار الشركات على تزويدها بهذه البيانات الشخصية ورقابة المنشورات غير المرغوب فيها عبر الإنترنت. في عام 2020، اتُهمت كلتا الشركتين بـ "التواطؤ" في الرقابة من خلال مساعدة الحكومة الفيتنامية في الرقابة على الانتقادات وقمع المعارضة. 